# Hedda
Pour les articles homonymes, voir Hedda (homonymie).

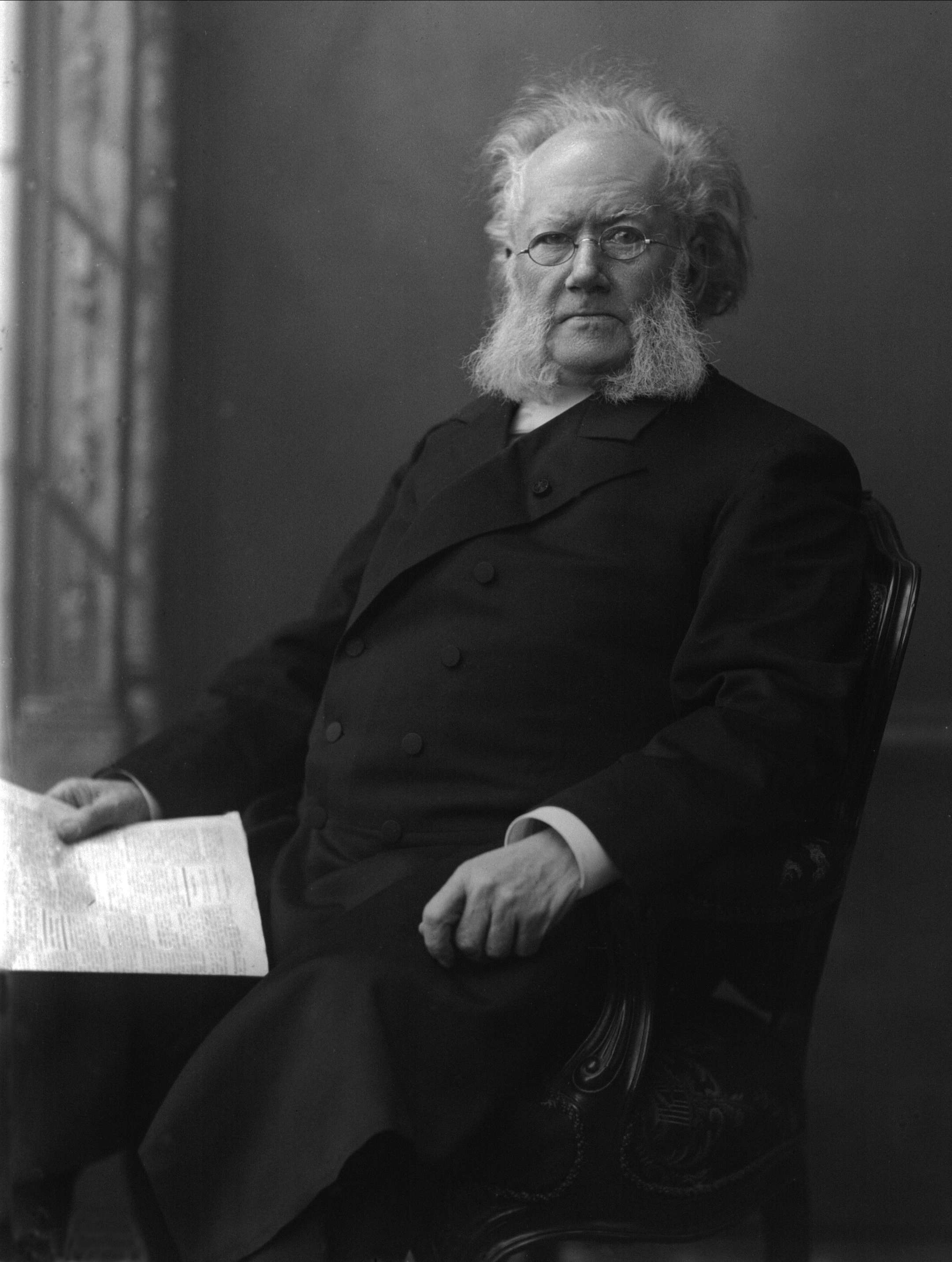
Henrik Ibsen

Hedda est un film britannique réalisé par Trevor Nunn, d'après la pièce Hedda Gabler de Henrik Ibsen, sorti en 1975.

## Fiche technique
- Titre : Hedda
- Réalisation : Trevor Nunn
- Scénario : Trevor Nunn d'après la pièce Hedda Gabler de Henrik Ibsen
- Production : Robert Enders
- Musique : Laurie Johnson
- Photographie : Douglas Slocombe
- Montage : Peter Tanner
- Pays d'origine : Royaume-Uni
- Format : Couleurs - Mono
- Genre : Drame
- Durée : 102 minutes
- Date de sortie : 1975

## Distribution
- Glenda Jackson : Hedda Gabler
- Peter Eyre : Jørgen Tesman
- Timothy West : Judge Brack
- Jennie Linden : Thea Elvsted
- Patrick Stewart : Ejlert Løvborg
- Peter Eyre : Tesman